# Ян-Хризостом Пасек
Ян-Хризостом Пасек (*Jan Chryzostom Pasek, бл. 1636 —†1 серпня 1701) — польський письменник-мемуарист, авантюрист часів Речі Посполитої.

## Життєпис
Походив зі шляхетського роду Пасеків гербу Долива. Народився у родинному маєтку в Мазовії близько 1636 року. Навчався в єзуїтському коледжі у Раві Мазовецькій. У 1655 році поступив до війська, де перебував до 1666 року. Брав участь у складі військ Стефана Чарнецького проти Швеції у 1655–1660 роках. Після цього брав участь у війнах з Московією та Козацькою державою.
У 1665 році під час рокоша Єжи-Себастьяна Любомирського залишився вірним королю. Втім у 1666 році залишив службу. після цього перебирається до Малопольського воєводства, де займався орендарством. Водночас мав погану вдачу, часто гиркався із сусідами. За цей час 18 разів притягався до суду за порушення громадяського спокою, з них 5 разів присуджувався до вигнання. Останній раз у 1700 році незадовго до смерті. Помер у 1701 році.

## «Спогади»
Ян Пасек почав писати свої спогади наприкінці життя. Він яскраво і колоритно описує те, що довелося йому побачити на своєму віку, хоча часто додає щось своє, вигадує (як випадок Івана Мазепи при королівському дворі). «Спогади» — своєрідний рукописний документ, в якому історія, звичаї, побут, психологія епохи відображені на папері за допомогою поширеного фольклорного жанру гавенди (стилізована розповідь від особи простакуватого героя-шляхтича, безпосереднього учасника описуваних подій).
Були опубліковані лише у 1836 році. Залишили глибокий слід в польській літературі XIX ст., багато в чому вплинувши на формування жанру історичного роману — гавенди.